# Фундація Омеляна та Тетяни Антоновичів
Фунда́ція Омеля́на та Тетя́ни Антоно́вичів (англ. Antonovych Foundation Omelan & Tatiana Inc.) — приватний благодійний фонд, організований меценатами Омеляном та Тетяною Антоновичами для підтримки української літератури та українознавства.

## Історія
Формально фундація є приватною корпорацією на чолі з подружжям Антоновичів. Фонд було зареєстровано 30 грудня 1980 року і 18 січня 1982 року він отримав статус доброчинної організації.
Діяльність фундації полягає у присудженні щорічної премії та наданні коштів для здійснення українознавчих проєктів.

## Проєкти
Фундація Антоновичів профінансувала низку проєктів:
- реконструкція нового корпусу Бакалаврської бібліотеки Києво-Могилянської академії;
- оновлення Львівської наукової бібліотеки імені Василя Стефаника[5];
- створення регіонального краєзнавчого музею «Бойківщина» в місті Долині Івано-Франківської області;
- передача в користування працівникам українського посольства власного будинку у Вашингтоні у перші роки проголошення незалежності України;
- реставрація виставкової зали-галереї в Українському музеї в Нью-Йорку.

## Галерея

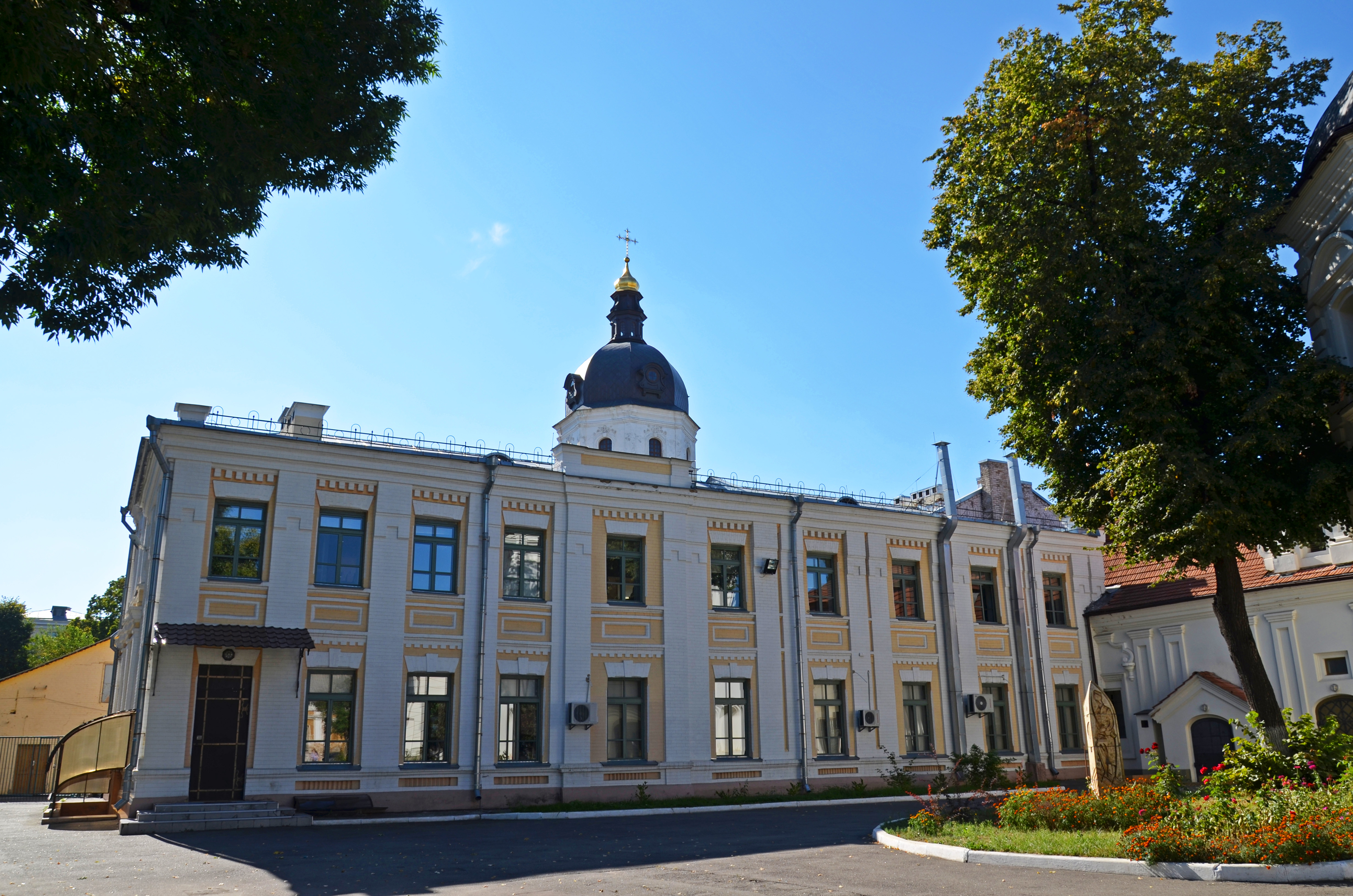
Бакалаврська бібліотека ім. Антоновичів Києво-Могилянської академії
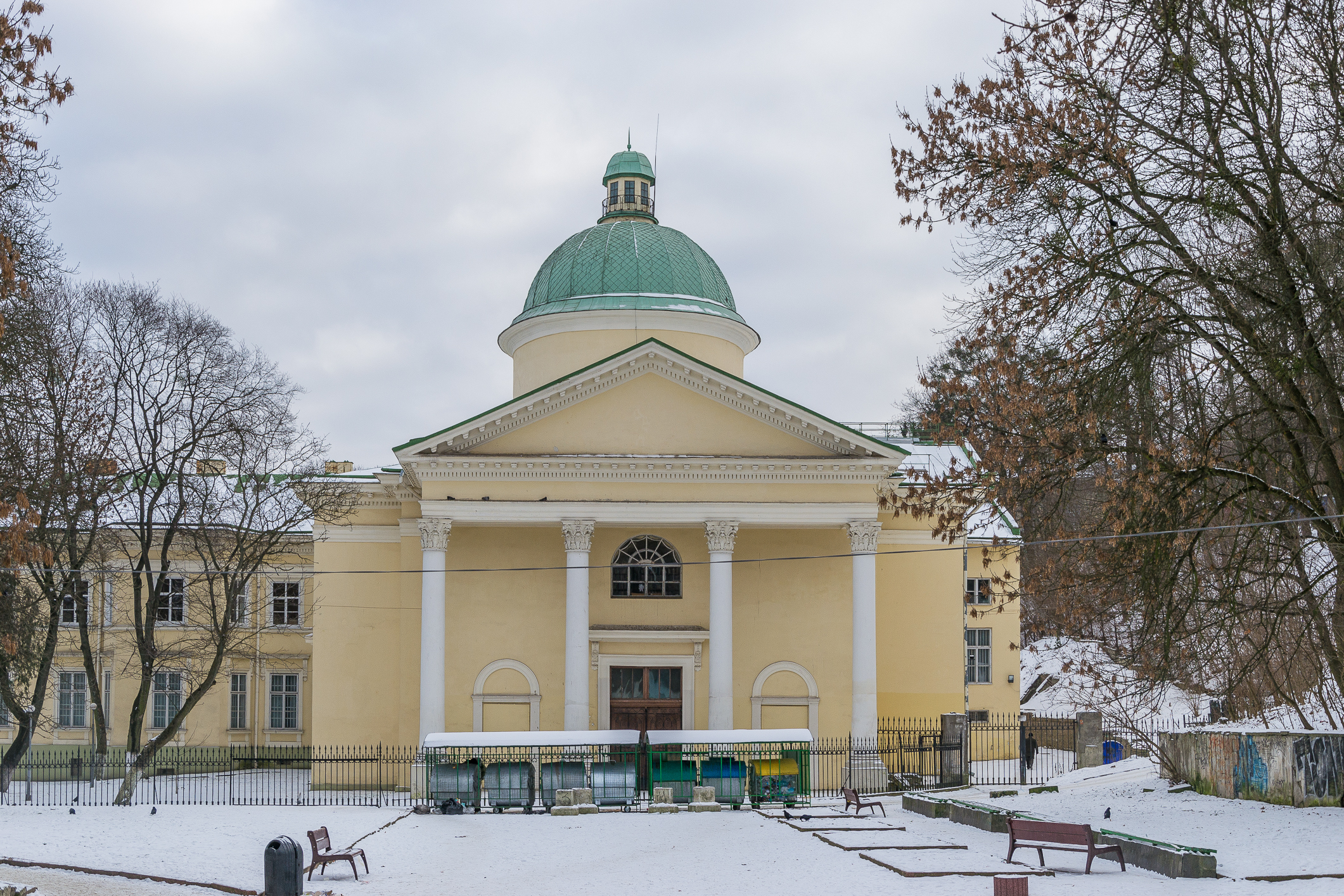
Львівська наукова бібліотека ім. Василя Стефаника
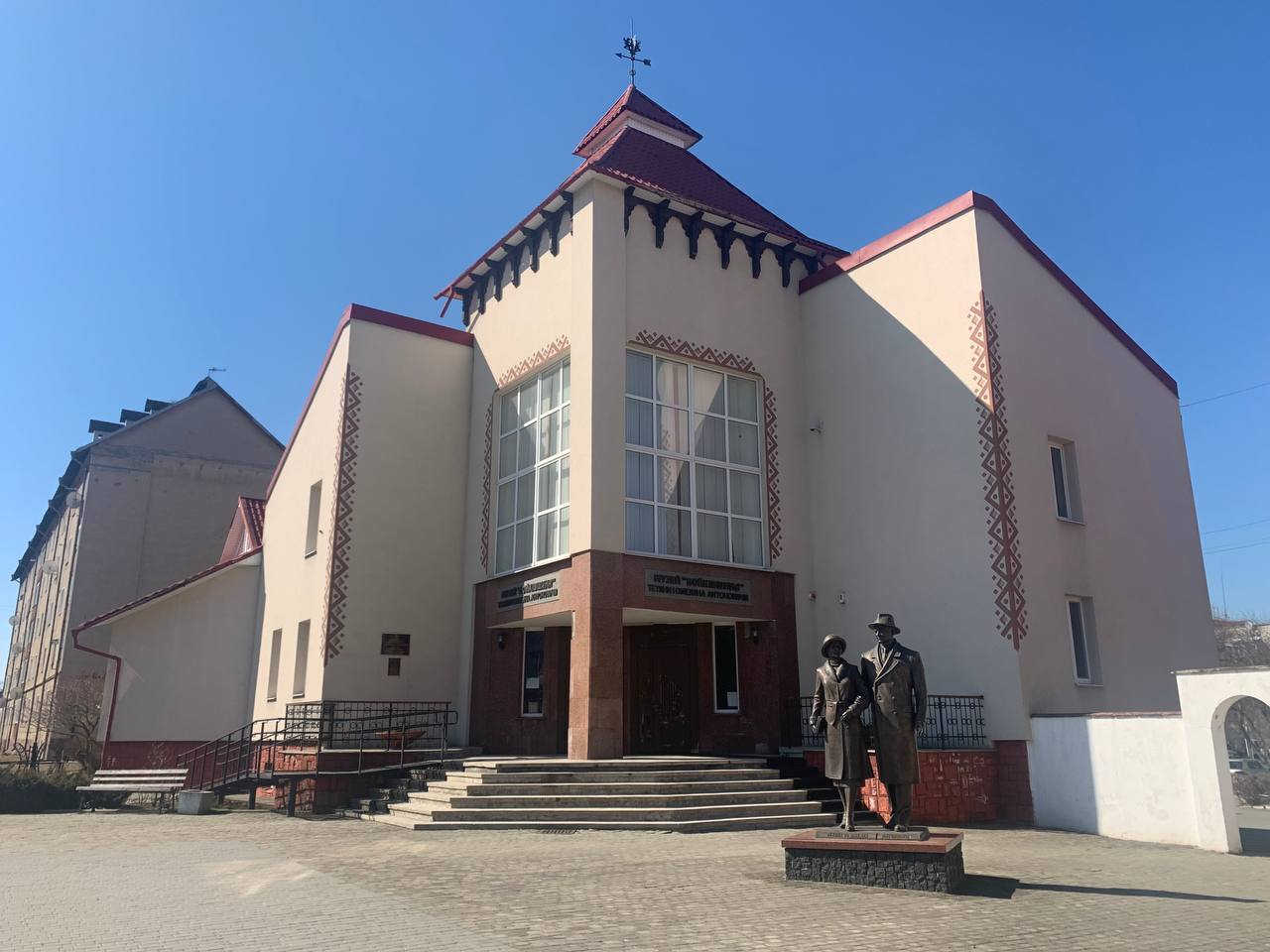
Музей «Бойківщина» в місті Долині

## Сприйняття
У 2014 році у місті Долина, Івано-Франківської області, вдячні мешканці встановили памятник подружжю Антоновичів за їх благодійну діяльність.